# Апостеріорна ймовірність
В баєсовій статистиці апостеріо́рна ймові́рність (англ. posterior probability) випадкової події або сумнівного твердження[прояснити: ком.] — це умовна ймовірність, присвоювана[прояснити: ком.] після врахування відповідного свідчення або вихідних даних. Так само апостеріо́рний розпо́діл імові́рності (англ. posterior probability distribution) — це розподіл невідомої величини, яку розглядають як випадкову змінну, обумовлену свідченням, отриманим з експерименту або спостереження. «Апостеріорний» в даному контекст означає — після врахування відповідного свідчення, пов'язаного з певним досліджуваним випадком. Наприклад, існує («неапостеріорна») ймовірність того, що людина знайде скарб, копаючи у випадковому місці, та апостеріорна ймовірність знаходження закопаного скарбу, якщо людина копатиме в місці, де дзвенить її металодетектор.

## Визначення
Апостеріорна ймовірність є ймовірністю параметрів {\displaystyle \theta } за заданого свідчення {\displaystyle X}: {\displaystyle p(\theta |X)}.
Вона протиставиться до функції правдоподібності, яка є ймовірністю цього свідчення за заданих параметрів: {\displaystyle p(X|\theta )}.
Вони пов'язані наступним чином:
Нехай у нас є апріорне переконання, що функція розподілу ймовірності це {\displaystyle p(\theta )}, і спостереження {\displaystyle X} з правдоподібністю {\displaystyle p(X|\theta )}, тоді апостеріорна ймовірність визначається як
{\displaystyle p(\theta |X)={\frac {p(\theta )p(X|\theta )}{p(X)}}.}
Апостеріорну ймовірність може бути записано в такому зручному для запам'ятовування вигляді:
{\displaystyle {\text{Posterior probability}}\propto {\text{Prior probability}}\times {\text{Likelihood}}}.

## Приклад
Нехай у школі 60% учнів — хлопці, і 40% — дівчата. Дівчата носять штани та спідниці в рівній кількості, хлопці всі носять штани. Спостерігач здалеку бачить учня (випадкового); все, що може бачити спостерігач, — це те, що учень в штанях. Яка ймовірність того, що цей учень — дівчина? Правильну відповідь може бути обчислено за допомогою теореми Баєса.
Подією {\displaystyle G} є те, що учень, якого бачить спостерігач, є дівчиною, а подією {\displaystyle T} є те, що цей учень носить штани. Для обчислення апостеріорної ймовірності {\displaystyle P(G|T)}, нам спочатку необхідно дізнатися:
- {\displaystyle P(G)}, або ймовірність того, що цей учень є дівчиною незалежно від будь-якої іншої інформації. Оскільки спостерігач бачить випадкового учня, тобто всі учні мають однакову ймовірність бути побаченими, а частка дівчат серед них становить 40%, то ця ймовірність дорівнює 0.4.
- {\displaystyle P(B)}, або ймовірність того, що цей учень не є дівчиною (тобто, хлопець), незалежно від будь-якої іншої інформації ({\displaystyle B} є доповнювальною подією до {\displaystyle G}). Це є 60%, або 0.6.
- {\displaystyle P(T|G)}, або ймовірність того, що учень носить штани, якщо він є дівчиною. Оскільки вони однаково часто носять штани та спідниці, то це 0.5.
- {\displaystyle P(T|B)}, або ймовірність то, що учень носить штани, якщо він є хлопцем. Це задано як 1.
- {\displaystyle P(T)}, або ймовірність того, що (випадково вибраний) учень носить штани незалежно від будь-якої іншої інформації. Оскільки {\displaystyle P(T)=P(T|G)P(G)+P(T|B)P(B)} (згідно закону повної ймовірності), це становить {\displaystyle P(T)=0.5\times 0.4+1\times 0.6=0.8}.

Враховуючи всю цю інформацію, апостеріорна ймовірність того, що спостерігач бачить дівчину, за умови що учень, якого бачить спостерігач, носить штани, може бути обчислено підставленням цих значень до формули
{\displaystyle P(G|T)={\frac {P(T|G)P(G)}{P(T)}}={\frac {0.5\times 0.4}{0.8}}=0.25.}
Інтуїтивне пояснення цього результату полягає в тім, що з кожної сотні учнів (60 хлопців та 40 дівчат), оскільки ми спостерігаємо штани, цей учень є одним з 80, що їх носять (60 хлопців та 20 дівчат); оскільки 20/80 = 1/4 з них є дівчатами, то ймовірністю того, що учень в штанях є дівчиною, становить 1/4.

## Обчислення
Апостеріорний розподіл імовірності однієї випадкової змінної при заданому значенні іншої може бути обчислено за теоремою Баєса шляхом множення апріорного розподілу ймовірності на функцію правдоподібності, а потім діленням на нормувальну сталу, а саме:
{\displaystyle f_{X\mid Y=y}(x)={f_{X}(x)L_{X\mid Y=y}(x) \over {\int _{-\infty }^{\infty }f_{X}(u)L_{X\mid Y=y}(u)\,du}}}
дає апостеріорну функцію густини ймовірності випадкової змінної {\displaystyle X} з урахуванням даних {\displaystyle Y=y}, де
- {\displaystyle f_{X}(x)} є апріорною густиною {\displaystyle X};
- {\displaystyle L_{X\mid Y=y}(x)=f_{Y\mid X=x}(y)} є функцією правдоподібності як функції від {\displaystyle x};
- {\displaystyle \int _{-\infty }^{\infty }f_{X}(u)L_{X\mid Y=y}(u)\,du} є нормувальною сталою, та
- {\displaystyle f_{X\mid Y=y}(x)} є апостеріорною густиною {\displaystyle X} з урахуванням даних {\displaystyle Y=y}.

## Імовірний інтервал
Апостеріорна ймовірність є умовною ймовірністю, обумовленою випадково спостережуваними даними. Відтак вона є випадковою змінною. Для випадкової змінної важливо підбивати величину її невизначеності. Одним зі способів досягнення цієї мети є надання ймовірного інтервалу апостеріорної ймовірності.

## Класифікація
У класифікації апостеріорна ймовірність відображає невизначеність віднесення спостереження до певного класу, див. також ймовірності приналежності до класів. Хоча методи статистичної класифікації за визначенням і породжують апостеріорні ймовірності, фахівці з машинного навчання зазвичай подають значення приналежності, що не передбачають жодної ймовірнісної довірчості. Бажано перетворювати або перемасштабовувати значення приналежності у ймовірності приналежності до класів, оскільки вони є порівнюваними й на додачу легше застосовними для подальшої обробки.